# Uglies
Uglies est le premier tome d'une série de cinq romans de Scott Westerfeld. Les trois premiers romans sont regroupés sous le nom Uglies Trilogy.
La série comporte les livres suivants :
- Uglies ;
- Pretties ;
- Specials ;
- Extras ;
- Secrets.

Extras est, selon les mots de l'auteur, le quatrième livre de la trilogie (sic, en fait une pentalogie). Les trois premiers livres décrivent les aventures de Tally Youngblood dans un monde futur, et le quatrième est l'histoire d'Aya Fuse dans le monde profondément modifié qui s'est mis en place quelques années plus tard. Secrets est une présentation de l'univers futuriste.

## Principe
L'histoire est une dystopie qui se passe au XXIVe siècle ou au XXVe siècle (l'époque n'est pas précisée, mais un objet du milieu du XXIe siècle est qualifié de vieux de plus de trois siècles).
Le monde décrit est régi par le principe de l'extrême beauté. À l'âge de 16 ans (cet âge est supposé et pour des raisons médicales doit être compris entre 15 et 20 ans) les adolescents subissent une opération de chirurgie esthétique qui leur donne un visage et un corps jugés parfaits selon les canons en vigueur. Ceux qui ont subi l'opération sont appelés « Pretties ». Par opposition, ceux qui sont trop jeunes pour avoir subi l'opération, ou y ont été soustraits, sont appelés « Uglies ».

### Vocabulaire de l'univers

#### Uglies
Leur nom vient de l'adjectif anglais ugly, « moche ». Il est employé comme substantif, et se met au pluriel comme la plupart des noms anglais en -y (un Ugly, des Uglies). Il prend toujours une majuscule.
Les Uglies sont les moins de 16 ans ou ceux qui n'ont pas subi l'opération parce qu'ils n'ont pas encore atteint 16 ans, par sanction ou par choix (certains qui refusent l'opération rejoignent les « rebelles » de la Fumée quasiment toujours avant de la subir).
Les Uglies d'Uglyville se donnent des surnoms entre eux correspondant à une « tare physique », qui sera corrigée lors de leur opération pour devenir des Pretties. Par exemple, Tally est surnommée « Bigleuse » à cause de son léger strabisme. 
À Uglyville, les Uglies dorment ensemble dans des dortoirs communs, séparés de leurs parents, en attendant leur seize ans.

#### Pretties
Mêmes remarques grammaticales que pour Uglies ; pretty signifie « beau ».
Les jeunes Pretties sont des adolescents beaux, égoïstes et superficiels. Adultes, ils se font assigner un métier. Ils gardent toute leur vie des traits beaux et vulnérables, sauf les Specials. Même s'il existe de nombreux choix, aux yeux d'un Ugly, les Pretties se ressemblent tous, et il est très difficile de reconnaître des Pretties qu'on a connus quand ils étaient Uglies. Les Pretties ont subi des lésions au cerveau durant l'opération qui les empêchent de protester contre la société, de se disputer, de s'énerver et leur donnent une bonne humeur permanente. 
Les jeunes Pretties vivent à New Pretty Town, où ils passent leur temps à faire des fêtes et à s'amuser. Théoriquement, les Uglies ne peuvent pas se rendre à New Pretty Town, mais Tally et son ami Peris trouvent le moyen de s'y rendre sans se faire repérer grâce à un vieux pont, non-équipé de capteurs. 

#### Specials
Le service des Special Circumstances doit traiter des situations posant problème au pouvoir en place, suivant l'euphémisme les « circonstances spéciales » (les mots anglais et en majuscules désignent l'institution). Ses agents sont appelés les Specials. Pour la majeure partie de la population, ils sont une légende urbaine. De nombreuses personnes ne croient pas en leur existence.
On les rencontre généralement lorsqu'il y a un problème important, et tous les adolescents espèrent ne jamais avoir affaire aux Specials.
Les Specials sont des Pretties, mais au lieu d'avoir une beauté vulnérable, ils ont une beauté effrayante. De plus, si les Pretties sont physiquement légèrement améliorés par rapport aux humains ordinaires, les Specials disposent de corps tellement améliorés pour le combat qu'ils sont toujours considérés comme armés. Ils ont un excellent odorat pouvant repérer une odeur jusqu'à 1 km, une excellente vue et l'ouïe fine. Ils sont très redoutables.

#### Scarificateurs
Adolescents incorporés parmi les Specials qui se distinguent par des modifications faciales visant à les rendre effrayants. Ils ne sont pas toujours dans les canons de beauté admis, et le fait qu'ils s'infligent volontairement des blessures en de nombreuses occasions : à chaque fois qu'ils se font une promesse, les intéressés s'entaillent le bras en même temps afin de prouver qu'ils vont tenir parole. Ce rituel avait été inventé par Shay à l'époque où elle était Pretty : elle avait alors découvert que s'infliger une douleur lui permettait de retrouver un esprit clair, malgré les dommages qu'on lui avait infligés lors de son opération pour devenir Pretty.

#### Rouillés
La civilisation ayant précédé celle en place au moment où se déroule l'histoire, autrement dit celle du monde au début du XXIe siècle.

#### Déferlement d'intelligence
Désigne la grande réforme du système social qui a lieu à la suite des événements à la fin du troisième roman. 

#### Extras
Désigne les anonymes (extra signifie en anglais « supplémentaire », et non « formidable »), dans le nouveau système social de la ville d'Aya. C'est, par coïncidence, le nom qu'utilisent pour se désigner eux-mêmes les humains modifiés.

#### Claqueur
Personne possédant un site internet personnel (assez proche des blogs du monde réel). Pour un site ne parlant que d'elle-même, on parle d'un claqueur d'ego. Le verbe « claquer » signifie donc « mettre en ligne sur son site personnel ».

## Résumé

### Uglies
Dans le premier volume, Tally Youngblood approche de l'âge de subir « l'Opération », qui fera d'elle une Pretty. Elle développe une amitié avec Shay, une jeune Ugly née le même jour qu'elle et est sa dernière amie quand toutes les autres connaissances de Tally partent subir l'Opération. Shay lui révèle alors qu'il existe une alternative à l'Opération, une ville appelée La Fumée, dans laquelle des réfugiés vivent sans technologie, à la manière des « rouillés » et vers laquelle Shay s'enfuit après avoir tenté en vain de convaincre Tally de la suivre. Le jour de son Opération, Tally fait la connaissance des Specials (une brigade chargée de surveiller la ville, notamment les Uglies un peu trop remuants) et du redoutable docteur Cable, qui lui ordonne de partir à la recherche de La Fumée sous peine de ne jamais subir l'Opération qui transformera sa vie.
Tally accepte malgré elle de devenir une taupe, équipée d'un micro espion et, après un long voyage, découvre La Fumée et retrouve Shay. Elle y découvre alors une vie différente de celle des villes et surtout le terrible secret que cache l'Opération : les Pretties subissent un véritable lavage de cerveau, qui les empêche de se rebeller. 
Après avoir malencontreusement révélé la position de La Fumée et échappé de peu aux Spécials, Tally retourne en ville pour libérer ses amis avec l'aide de David, le seul enfant né en dehors d'une ville depuis des générations qui est aussi son nouveau petit ami.
Ensemble, ils vont libérer les captifs à l'exception de Shay qui, après s'être disputée avec Tally à propos de David, a été transformée par le docteur Cable en Pretty et d'Az, le père de David qui est malencontreusement tué lors d'expériences du docteur Cable. La mère de David, Maddy, a découvert et mis au point le remède contre les lésions des Pretties.
Tally, rongée par le sentiment de culpabilité d'avoir entraîné la mort d'Az et provoqué la destruction de La Fumée se livre pour être changée en Pretty et donc tester ce traitement pour Maddy. Tally écrit à cette fin une lettre destinée à la Pretty qu'elle deviendra pour lui rappeler sa mission.

### Pretties
Devenue Pretty pour rejoindre Shay, Tally oublie sa mission et profite de sa vie de confort insouciant, à cause des lésions de son cerveau. Mais quelques semaines après son arrivée à New Pretty Town, un rebelle de La Fumée la contacte pour lui apporter les exemplaires de test de pilules, censées lui rendre toute sa conscience. Elle les partage alors avec Zane, son nouveau petit ami, puisqu'elle a peur d'être lobotomisée par les pilules et n'a plus de souvenirs de son sacrifice au profit de l'expérience.
Elle devint donc de plus en plus critique envers le système, mais sa rivalité amoureuse avec Shay la prive d'un soutien précieux dans sa rébellion. Toutefois, les pilules n'étaient pas faites pour être partagées en deux et, par malchance, Zane est celui qui a mangé la partie de la pilule qui détruit le cerveau. Il se retrouve donc à l'hôpital avec Tally, qui en veut plus que tout à David, son ex-petit ami, pour lui avoir refilé les pilules.

### Specials
Tally est incorporée de force parmi les Scarificateurs par Shay, qui est devenue Special à cause du docteur Cable. Un nouveau lavage de cerveau lui fait considérer comme meilleure que les "aléatoires", les humains non modifiés pour le combat. Elle est heureuse de cette condition mais souhaite que Zane la rejoigne.
Le jeune homme a encore des sentiments pour la jeune Tally et accepte donc de relever un défi pour se voir changer en Special, Malheureusement, tout tourne mal, et une guerre entre deux villes ennemies éclate....

### Extras
Plusieurs années après la brève guerre entre Diego (c'est le nom d'une ville) et la ville de Tally Youngblood, un nouveau système social est en place. À nouveau, les humains disposent de toutes leurs facultés cérébrales durant toute leur vie. Le fait de subir la modification d'apparence des Pretties est devenu libre.
Dans la ville d'Aya Fuse, les privilèges sont désormais attribués en fonction des actes utiles à la communauté accomplis par une personne et en fonction de sa célébrité, ce qui est le moyen le plus rapide. On parle d'« économie de réputation ». On appelle « Extras » les personnes au rang facial (position de la personne dans le classement des célébrités) très bas. La ville en question est différente de celle de Tally puisqu'on apprend que la langue maternelle d'Aya est le japonais, et celle de Tally est l'anglais.
Aya Fuse est une claqueuse, ce qui est dans le jargon de la ville une personne tenant un site internet personnel pour tenter de se rendre célèbre. Pour disposer d'une histoire sensationnelle, elle infiltre un groupe de filles intrépides, les Rusées. À contre-courant du système en place, les Rusées accomplissent des exploits qui pourraient les rendre célèbres en maintenant le secret dessus.
Au cours d'une expédition, Aya et les Rusées découvrent des êtres humains largement modifiés, qui semblent mettre au point des armes puissantes. Aya doit alors réfléchir au meilleur moyen de prévenir le monde de ce danger, mais révéler leurs expéditions serait trahir les Rusées.

### Secrets
Ce livre est appelé Bogus to Bubbly en anglais, une référence à l'argot qui est utilisé dans la trilogie.
Il s’agit d’un tome explicatif sur l’univers de la série.

## Adaptation
Le premier tome est adapté en film. Uglies est  sur la plateforme Netflix depuis sa sortie le 13 septembre 2024. Joey King, actrice et productrice exécutrice, endosse le rôle de Tally Youngblood, sous la supervision du réalisateur McG.